# Lekeryds distrikt
Lekeryds distrikt är ett distrikt i Jönköpings kommun och Jönköpings län. 
Distriktet ligger i östra delen av kommunen. 

## Tidigare administrativ tillhörighet
Distriktet inrättades 2016 och utgörs av socknen Lekeryd i Jönköpings kommun.
Området motsvarar den omfattning Lekeryds församling hade vid årsskiftet 1999/2000.